# Сајам пиротске пеглане кобасице
Сајам пиротске пеглане кобасице је туристичко-гастрономска манифестација која се одржава у Пироту сваког последњег викенда у јануару месецу. Ова манифестација се одржава у Пироту од 2013. године. Организатор је Удружење произвођача пиротске пеглане кобасице и Туристичка организација Пирот. Иначе сам почетак промоције се везује за 2011. годину када је организовано такозвано "Незванично светско првенство у прављењу пеглане кобасице".
Циљ ове манифестације је промоција пиротске пеглане кобасице и заштита бренда и географског порекла. Поред саме промоције "пеглане кобасице" то је и својеврсна промоција специјалитета "Пиротског краја" (сир, пиротски качкаваљ, вурда, вино, ракија...) и туристичког потенцијала пиротског краја. Сваке године се рангирају учесници на основу квалитета "Пеглане кобасице" и додељују награде за "Најбољу пеглану кобасицу".